# Mirrorthrone
Mirrorthrone est un groupe (one-man-band) de metal avant-gardiste suisse, originaire de Montreux, dans le Canton de Vaud. Il est composé d'un unique membre, Vladimir Cochet. Celui-ci se charge de la guitare, du clavier, du chant, du violon, et use d'une boite à rythmes (batterie émulée par ordinateur) pour la batterie.

## Biographie
Mirrorthrone est formé par Vladimir Cochet en 2000 à Chailly-sur-Lausanne et Montreux, dans le Canton de Vaud. Pour Cochet, Mirrorthrone « œuvre dans un registre
résolument orchestral. » Fin 2001 et 2002, deux démos sont enregistrées et attirent l'attention de Red Stream Inc. Après signature sur ce label, Mirrorthrone sort son premier album Of Wind and Weeping. L'album est relativement bien accueilli par la presse spécialisée,.
L'album suivant, Carriers of Dust le suit en 2006, et est aussi accueilli de manière très positive,,. À la suite de ces retours positifs sur son second disque, Vladimir annonce vite la préparation du troisième, Gangrene, qui est finalement publié le 14 avril 2008.

## Controverse
Les paroles de A Scream to Express the Hate of a Race sont fréquemment mal interprétées comme étant racistes. Afin d'éviter tout soupçon, Vladimir a publié l'annonce suivante sur le site de Mirrorthrone : « Ceci est une réponse à la polémique qui a lieu en ce moment sur Internet. "Non, Mirrorthrone n'est PAS raciste, nazi, white pride ou quoi que ce soit d'autre". Les paroles de la chanson A Scream to Express the Hate of Race ciblent la race humaine dans sa totalité. Elles s'attaquent à ce qu'on appelle le "nihilisme" d'une certaine forme de société qui s'est répandue sur toute la planète, et qui enveloppe les paradigmes "moral, social, religieux et scientifique". Je ne vais développer plus, car mon but n'est pas de faire l'analyse du texte que j'ai écrit ; je voulais simplement clarifier la situation. Je vous prie de lire et de comprendre un minimum avant de commenter[réf. nécessaire]. »

## Discographie
- 2003 : Of Wind and Weeping
- 2006 : Carriers of Dust
- 2008 : Gangrene